# Halbband

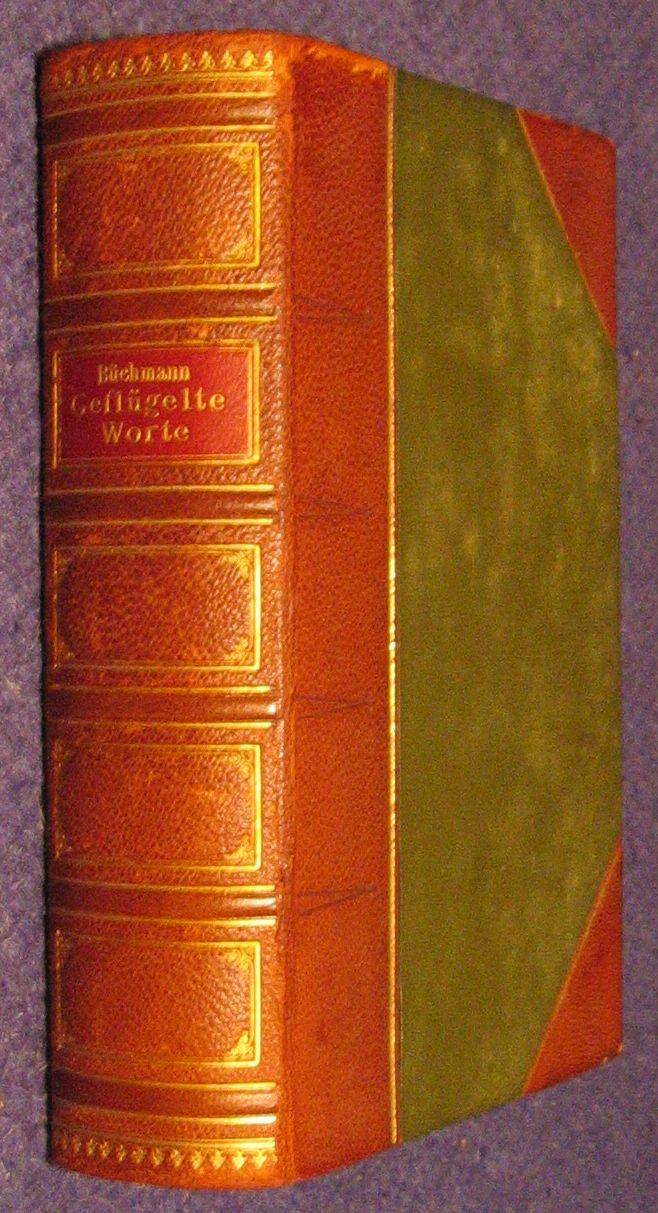
Halblederband

Der Halbband ist im Gegensatz zum Ganzband ein Einband, bei dem lediglich Buchrücken und gegebenenfalls noch die Ecken oder die Vorderkanten der Buchdeckel mit einem strapazierfähigen Material, die Deckel selbst jedoch nur mit Papier oder dünnem Stoff bezogen sind. 
Namensgebend ist dabei das hochwertigere Material des Buchrückens, so dass zwischen Halbleder- (und dem Sonderfall Halbfranz-), Halbpergament-, Halbgewebe- und Halbleinen-Bänden unterschieden wird. Gebräuchliche Abkürzungen (auch im Verzeichnis der Deutschen Nationalbibliothek) sind: 
Hldrbd = Halbleder(ein)band
Hpergbd = Halbpergament(ein)band
Hlwbd = Halbleinwand(ein)band
Halbbände aus Gewebe oder Leinen sind heute trotz der geringeren Materialkosten im Vergleich zum Ganzband nicht mehr günstiger, da ihre Herstellung einen höheren Arbeitsaufwand erfordert und die Kosten dafür diejenigen des Materials mittlerweile übersteigen. Bei Halbleder- und -pergamentbänden trifft diese Einschränkung nicht zu, da diese nur noch selten nachgefragt werden und einzeln in Handarbeit hergestellt werden müssen. Darüber hinaus sind die Materialkosten dabei auch um einiges höher als bei textilen Stoffen.